# Bureau français de coopération en Corée du Nord
Le bureau français de coopération en Corée du Nord est la représentation non-diplomatique de la France en Corée du Nord. Situé à Pyongyang, il agit dans les domaines culturel et humanitaire.

## Historique

### Contexte
Depuis 2001, la France est l'un des deux pays de l'Union européenne à ne pas avoir de représentation diplomatique en Corée du Nord. La Corée du Nord a une représentation diplomatique en France depuis 1984.

### Création
En novembre 2009, Nicolas Sarkozy – alors président de la République – charge Jack Lang d'une mission sur les relations avec la Corée du Nord,. Ce dernier se rend alors à Pyongyang et à son retour en décembre 2009, il recommande la création d'un bureau de coopération,. En décembre 2009, la Corée du Nord donne son accord pour l'ouverture d'un bureau français à Pyongyang,.
En janvier 2010, Nicolas Sarkozy annonce la création d'un bureau en Corée du Nord, déclaration qui est réitérée en juillet 2011,,. Les évènements de l'incident de la corvette Cheonan et du bombardement de Yeonpyeong retardent la création effective du bureau,,,.
Les missions du bureau à Pyongyang sont effectivement créées le 10 octobre 2011,.
Pour célébrer l'ouverture du bureau, un évènement culturel est organisé à Paris, prenant la forme d'un concert mêlant des musiciens nord-coréens – de l'orchestre Unhasu – et des musiciens français – de l’orchestre philharmonique de Radio France,.
Oliver Vaysset, le premier directeur du bureau, déclare : « il m'a fallu deux ans pour mettre en place un bureau opérationnel suffisant pour notre travail diplomatique. ».

### Réactions
Le projet de création est perçu avec inquiétude par le Japon, mais est vu positivement par la Corée du Sud,,.
Des personnalités au sein de l'État français jugent  le projet de bureau « prématuré ». Certaines personnes à l'Élysée estiment que la création du bureau est un signal incitant la Corée du Nord à poursuivre sa progression sur le plan nucléaire. Le ministère des Affaires étrangères français pense que cela permettra de suivre les changements politiques et sociétaux d'un régime qui ne restera pas toujours enfermé dans ses frontières.
La Corée du Nord considère positivement cette initiative, percevant cette installation comme le dernier maillon avant l'ouverture de relations diplomatiques officielles.

### Tension en 2013
Lorsque le conflit coréen s'intensifie en 2013, la Corée du Nord, entre autres pays, recommande à la France de quitter son bureau de coopération à Pyongyang car elle ne pourrait plus garantir sa sécurité en cas d'escalade après le 10 avril,. Cependant, la France annonce qu'elle ne veut pas retirer ses agents en Corée du Nord pour le moment[réf. nécessaire]. 

### Fermeture depuis le Covid-19
Depuis le 9 mars 2020, et pour une durée indéterminée, le bureau de coopération est fermé temporairement jugeant que son fonctionnement était « gravement entravé ». Le personnel français est évacué vers Vladivostok en avion,, à la suite de la stricte fermeture des frontières par les autorités nord-coréennes causée par la pandémie de Covid-19,. 

## Représentation non-diplomatique
Le bureau est une représentation non-diplomatique de la France en Corée du Nord, malgré le fait qu'il y ait un diplomate à sa tête. C'est un diplomate sans rôle diplomatique.
Le bureau est cependant vu comme pouvant devenir un « relais diplomatique » en cas d'ouverture du pays,.

## Organisation
Le bureau est constitué de deux personnes sur place : un directeur et un « attaché linguistique ».
Il est situé dans une pièce du bâtiment des ambassades européennes, au sein de l'ambassade d'Allemagne à Pyongyang,.
Le premier directeur du bureau, Olivier Vaysset, précise : « j'ai dû installer le bureau au sein du campus allemand dans l'un des espaces abandonnés après la réunification de l'Allemagne ».

### Directeurs
- Olivier Vaysset est le premier directeur[1] de la création en 2011 à novembre 2013[30]
- Emmanuel Rousseau[30],[31], de novembre 2013 au 10 décembre 2015.
- Jean-François Fitou, du 10 décembre 2015[31] jusqu'en 2019.
- René Consolo[32], de 2019 à 2020.

## Objectif
La France n’ayant pas de relations diplomatiques avec ce pays, les missions du Bureau français de coopération sont essentiellement d’ordre humanitaire et culturel,, mais aussi d'ordre linguistique et éducatif.
Le bureau est en lien avec les ONG humanitaires sur place, notamment deux ONG françaises : Triangle Génération humanitaire et Première Urgence Internationale,.

## Utilité
L'action du bureau est considérée par Patrick Maurus en ces termes « C’est le néant total. Ce bureau est là pour dire que la France essaie de faire un effort de son côté. Mais la vérité, c’est que notre pays ne fait pas grand-chose. », alors que le ministère des affaires étrangères le présente comme étant la seule possibilité compte tenu des enjeux géopolitiques.